# ササバギンラン
ササバギンラン（笹葉銀蘭、学名：Cephalanthera longibracteata ）は、ラン科キンラン属の多年草。

## 特徴
根茎は短いが、根は細く長い。茎は直立し、高さは30-50cmになる。葉は6-8個が茎に互生し、形は卵状披針形で、長さ7-15cm、幅1.5-3cmで先端は尖り、基部は茎を抱く。葉の裏面、縁および花序に白色の短毛状突起がある。
花期は5-6月で、白色の花を穂状花序に数個つける。花の下にある葉状の苞が目立ち、下部の1-2個の苞は花序より長い。萼片は長さ11-12mm、側花弁は萼片より短く、唇弁の基部は距となって突出する。
ギンランに似るが、ギンランは葉より花序が高くなるが、ササバギンランは花序より葉が高い位置にくるか同じ高さとなる。また、ギンランより全体に大型になる。

## 分布と生育環境
日本では北海道、本州、四国、九州に分布し、山地の樹林下に自生する。アジアでは朝鮮、中国東北部に分布する。

## 下位分類
- ニシダケササバギンラン Cephalanthera longibracteata Blume f. lurida Hayashi –花が汚黄褐色で八ヶ岳の西岳でみつけられた。

## 近縁種
- キンラン Cephalanthera falcata (Thunb.) Blume –絶滅危惧II類(VU)。
- ギンラン Cephalanthera erecta (Thunb.) Blume